# Stenhagen, Helsingfors
Stenhagen (finska: Kivihaka) är en del av Haga distrikt i Helsingfors stad. 
Stenhagen är en liten stadsdel byggd på 1960- och 1970-talet. Förutom höghusen och några affärsfastigheter finns det inte mycket annat i stadsdelen än Finlands Röda Kors blodcentral. De enda vägarna i Stenhagen är Stenhagsvägen, Stenhagsgränden och Stenhagsstigen.  Tavastehusleden skiljer Stenhagen från Södra Haga.

## Historia
För områdets historia före 1946, se historieavsnittet i artikeln om Haga. 